# چرا گریه نمی‌کنی؟
چرا گریه نمی‌کنی؟ فیلم ایرانی به نویسندگی و کارگردانی علیرضا معتمدی و تهیه‌کنندگی سید رضا محقق ساخته ۱۴۰۱ است. علیرضا معتمدی، باران کوثری، هانیه توسلی، فرشته حسینی، مانی حقیقی، لیندا کیانی، نهال دشتی، امیرحسین فتحی و علی مصفا در این فیلم به ایفای نقش پرداختند. این فیلم در چهل و یکمین دوره جشنواره بین‌المللی فیلم فجر به نمایش درآمد و میثم مولایی تدوین‌گر فیلم چرا گریه نمی‌کنی؟ برنده جایزه سیمرغ بلورین بهترین تدوین در این جشنواره شد.

## خلاصه داستان
چرا گریه نمی‌کنی؟ روایت زندگی فردی به نام علی شهناز است که پدر و مادر خود را از دست داده و خود را موظف به مراقبت از برادر کوچک‌ترش که به‌تازگی ازدواج کرده می‌داند. اما بنا بر اتفاق و حادثه‌ای برادر کوچک او نیز از دنیا می‌رود. علی شهناز حال در یاس و ناامیدی بر پیله تنهایی خود تمام احساس‌های جهان را از خود دور کرده و به پوچی مطلق رسیده‌است. در این میان مهم‌ترین معضل او این است که گریه نمی‌کند! تمامی توصیه همراهان از دوست و همکار او گرفته تا عمه‌اش و دختری که با او رابطه عاطفی جدیدی را آغاز کرده‌است و همزاد او که شتربانی در یکی از نقاط کویری فلات مرکزی کشور است؛ در مواجهه با او تمام هم و غمشان را بر این گذاشته‌اند که در نهایت امر او را به گریه کردن دعوت کنند و مدام از او می‌پرسند چرا گریه نمی‌کنی؟

## بازیگران
- علیرضا معتمدی در نقش علی شهناز و حمزه [۱۳]
- باران کوثری در نقش مهتاب، همسر علی
- هانیه توسلی در نقش عمهٔ علی شهناز[۱۳]
- فرشته حسینی در نقش صبا، دوست‌دختر علی
- مانی حقیقی در نقش امیرحسین، دوست و رئیس علی شهناز[۱۳]
- لیندا کیانی در نقش همسر امیرحسین
- نهال دشتی در نقش لیلا، همسر برادر علی
- امیرحسین فتحی در نقش برادر علی
- علی مصفا در نقش ساقی، دوست علی و امیرحسین

## تحریم جشنواره فیلم فجر
در ۷ بهمن ۱۴۰۱ باران کوثری، هانیه توسلی، مانی حقیقی، فرشته حسینی، نهال دشتی، امیرحسین فتحی، و علی مصفا بازیگران اصلی چرا گریه نمی‌کنی؟ که از فیلم‌های نمایش داده شده در چهل و یکمین دوره جشنواره بین‌المللی فیلم فجر بود با انتشار بیانیه‌ای در شبکه‌های اجتماعی از عدم تمایل خود برای مشارکت در این جشنواره اعلام و با انتشار هشتگ‌های «مهسا امینی» و «زن، زندگی، آزادی» همراهی خود را با خیزش ۱۴۰۱ ایران نشان دادند. آن‌ها نوشتند که «اربابان فجر» فیلم را برای سوءاستفاده از نام بازیگرانش انتخاب کرده‌اند؛ در حالی که طبق قانون به دلیل شرکت در چند فستیوال خارجی نباید به جشنواره راه می‌یافت. در این بیانیه آمده:
ما بازیگران فیلم «چرا گریه نمی‌کنی؟» در جشنواره فیلم فجر شرکت نمی‌کنیم. اگر در چند سال اخیر از جشنواره فجر پرهیز می‌کردیم، امسال از دیدن نام خود در آن ننگ داریم و اگر در ارائه فیلم به جشنواره اختیاری داشتیم، مانع حضور آن می‌شدیم. فیلمی که نقش‌آفرینی در آن فقط از سر رفاقت و همراهی با کارگردانش بوده و نه شناختی از تهیه‌کننده تازه‌کار و ناشناخته آن.
پیش از این هانیه توسلی در حساب کاربری خود در اینستاگرام نوشته بود که «در چند ماه گذشته برخلاف نام فیلم، خیلی گریه کرده‌ام و توان روحی و روانی شرکت و حضور در جشنواره را ندارم».
سید رضا محقق، تهیه‌کنندهٔ فیلم علیه تحریم‌کنندگان بیانیه‌ای نوشت و در آن به موضع‌گیری بازیگران علی‌رغم دریافت دستمزدشان انتقاد کرد. کارگردان علیرضا معتمدی، در پاسخ به محقق او را تهیه‌کنندهٔ «اسمی» فیلم خواند و گفت که مایل به حضور در جشنواره نبوده و اینکه «اجازه نمی‌دهم از فیلم من برای خودت نردبان بسازی» درنهایت نشست مطبوعاتی فیلم، بدون حضور کارگردان و بازیگران، تنها با حضور محقق به‌عنوان تهیه‌کننده برگزار شد.

## جایزه‌ها
| سال  | جایزه            | بخش                       | نام برنده   | نتیجه | م.                   |
| ---- | ---------------- | ------------------------- | ----------- | ----- | -------------------- |
| ۱۴۰۱ | جشنواره فیلم فجر | سیمرغ بلورین بهترین تدوین | میثم مولایی | برنده | [ ۲۴ ] [ ۲۵ ] [ ۲۶ ] |